# 保土田真理
保土田 真理/五月女 真理 （ほどた まり/さおとめ まり、1984年9月3日 - ）は、日本のダーツプレイヤー。

## 人物
- 出身地：埼玉県
- 身長：163cm
- 血液型：B型
- ニックネーム：Mary
- ホームショップ：グリーンカフェ ウエスト

## ダーツ・セッティング
- バレル：Veritas4 (Kings JAPAN)
- フライト：L-Flight PRO L4 [Kite]  五月女真理 Ver.4（L-style）
- シャフト：L-Shaft Carbon Lock Straight 330（L-style）
- チップ：Premium Lippoint（L-style）

## 主な戦績
- burn Ladies Classic 2007 Cricket Session 優勝
- Bullshooter Asia 2008 マカオ大会 Women's Top Gun Cricket 準優勝
- D-1 FESTIVAL 秋田 LADIES SINGLES 優勝
- D-1 TOURNAMENT 舞鶴 2008 LADIES SINGLES 優勝
- D-TOUR in 釧路 LADIES SINGLES 優勝
- CAMEL CUP TOURNAMENT TOHOKU ROUND LADIES SINGLES 優勝
- D-1 Matsumoto LADIES SINGLES 優勝